# نوووتانگتس
نوووتانگتس (به لاتین: Nowotaniec) یک روستا در لهستان است که در گمینا بوکووسکو واقع شده‌است. نوووتانگتس ۴۳۰ نفر جمعیت دارد.